# Nazionale maschile di pallanuoto della Serbia
La nazionale di pallanuoto maschile serba (Ватерполо репрезентација Србије) è la rappresentativa pallanuotistica della Serbia nelle competizioni internazionali. È controllata dalla Waterpolo Saveza Srbije, la federazione di pallanuoto serba.

## Storia
Dopo aver giocato sotto il nome di Jugoslavia fino al 2003, appare nel giugno 2006 come stato indipendente, dopo lo scioglimento della federazione di Serbia e Montenegro, ha fatto il suo debutto ufficiale, sotto il nome di Serbia, negli europei casalinghi disputati e vinti a Belgrado nel settembre 2006, a meno di un mese dall'ultima apparizione internazionale della nazionale serbo-montenegrina in World League.
Forte della propria tradizione, ha raggiunto subito un posto di rilievo assoluto tra le migliori nazionali mondiali, come dimostrano la conquista di tre ori olimpici, altrettanti titoli iridati, sei titoli europei, due Coppe del Mondo e dodici World League.
Alla Serbia vanno attribuite anche tutte le medaglie vinte con la Jugoslavia e con la Serbia e Montenegro perché era la nazione dominante.
Le va riconosciuto anche il record di quattro Europei vinti consecutivamente (dal 2012 al 2018), prima squadra a riuscire in tale impresa.

## Partecipazioni

### Massime partecipazioni
Olimpiadi
- 2008  Bronzo
- 2012  Bronzo
- 2016  Oro
- 2020  Oro
- 2024  Oro

Mondiali
- 2007 4º
- 2009  Oro
- 2011  Argento
- 2013 7º
- 2015  Oro
- 2017  Bronzo
- 2019 5º
- 2022 5º
- 2023 4º
- 2024 6º
- 2025 4º

Europei
- 2006  Oro
- 2008  Argento
- 2010  Bronzo
- 2012  Oro
- 2014  Oro
- 2016  Oro
- 2018  Oro
- 2020 5º
- 2022 9º
- 2024 7º

### Altre
Coppa del Mondo
- 2010  Oro
- 2014  Oro
- 2018  Bronzo
- 2023 7º

World League
- 2007  Oro
- 2008  Oro
- 2009  Bronzo
- 2010  Oro
- 2011  Oro
- 2013  Oro
- 2014  Oro
- 2015  Oro
- 2016  Oro
- 2017  Oro
- 2019  Oro
- 2022 5º

Giochi del Mediterraneo
- 2009  Oro
- 2013 6º
- 2018  Oro
- 2022  Oro

### Competizioni giovanili
- Universiadi: 2

2011, 2017
- Campionato mondiale U20: 3

2011, 2015, 2021
- Campionato europeo U19: 3

2014, 2016, 2022
- Campionato europeo U18 / U17: 3

2007, 2015, 2021

## Riconoscimenti
- Squadra dell'anno FINA: 2015, 2016

## Formazioni

### Olimpiadi
Giochi olimpici - Pechino 20081 Šefik, 2 Prlainović, 3 Gocić, 4 Udovičić, 5 Savić, 6 Pijetlović, 7 Rađen, 8 Filipović, 9 Ćirić, 10 Šapić, 11 Vujasinović, 12 Peković, 13 Soro, CT: Dejan Udovičić
Giochi olimpici - Londra 20121 Soro, 2 Šaponjić, 3 Gocić, 4 Udovičić, 5 Mandić, 6 Pijetlović, 7 Nikić, 8 Aleksić, 9 Rađen, 10 Filipović, 11 Prlainović, 12 Mitrović, 13 Pijetlović, CT: Dejan Udovičić
Giochi olimpici - Rio de Janeiro 20161 Pijetlović, 2 Mandić, 3 Gocić, 4 Ranđelović, 5 Ćuk, 6 Pijetlović, 7 Nikić, 8 Aleksić, 9 Jakšić, 10 Filipović, 11 Prlainović, 12 Mitrović, 13 Mitrović, CT: Dejan Savić
Giochi olimpici - Tokyo 20201 Pijetlović, 2 Mandić, 3 Dedović, 4 Ranđelović, 5 Lazić, 6 Pijetlović, 7 Rašović, 8 Aleksić, 9 Jakšić, 10 Filipović, 11 Prlainović, 12 Mitrović, 13 Mitrović, CT: Dejan Savić

### Mondiali
- Mondiali - Melbourne 2007 - 4º posto:

Denis Šefik, Andrija Prlainović, Živko Gocić, Vanja Udovičić, Dejan Savić, Danilo Ikodinović, Slobodan Nikić, Filip Filipović, Aleksandar Ćirić, Aleksandar Šapić, Vladimir Vujasinović, Miloš Korolija, Slobodan Soro.
- Mondiali - Roma 2009 -  Oro:

Slobodan Soro, Marko Avramomić, Živko Gocić, Vanja Udovičić, Slavko Gak, Duško Pijetlović, Slobodan Nikić, Milan Aleksić, Nikola Rađen, Filip Filipović, Andrija Prlainović, Stefan Mitrović, Gojko Pijetlović.
- Mondiali - Shanghai 2011 -  Argento:

Slobodan Soro, Marko Avramomić, Živko Gocić, Vanja Udovičić, Miloš Ćuk, Duško Pijetlović, Slobodan Nikić, Milan Aleksić, Nikola Rađen, Filip Filipović, Andrija Prlainović, Stefan Mitrović, Gojko Pijetlović. C.T.: Dejan Udovičić.
- Mondiali - Kazan' 2015 -  Oro:

Gojko Pijetlović, Dušan Mandić, Živko Gocić, Sava Ranđelović, Miloš Ćuk, Duško Pijetlović, Slobodan Nikić, Milan Aleksić, Nikola Jakšić, Filip Filipović, Andrija Prlainović, Stefan Mitrović, Branislav Mitrović. C.T.: Dejan Savić.
- Mondiali - Budapest 2017 -  Bronzo:

Gojko Pijetlović, Dušan Mandić, Viktor Rasović, Sava Ranđelović, Miloš Ćuk, Duško Pijetlović, Nemanja Ubović, Milan Aleksić, Nikola Jakšić, Filip Filipović, Andrija Prlainović, Stefan Mitrović, Branislav Mitrović. C.T.: Dejan Savić.

### Europei
- Europei - Belgrado 2006 -  Oro:

Denis Šefik, Petar Trbojević, Živko Gocić, Vanja Udovičić, Dejan Savić, Danilo Ikodinović, Slobodan Nikić, Filip Filipović, Aleksandar Ćirić, Aleksandar Šapić, Vladimir Vujasinović, Branko Peković, Slobodan Soro, Duško Pijetlović, Andrija Prlainović.
- Europei - Malaga 2008 -  Argento:

Denis Šefik, Andrija Prlainović, Nikola Rađen, Vanja Udovičić, Dejan Savić, Duško Pijetlović, Slobodan Nikić, Filip Filipović, Aleksandar Ćirić, Aleksandar Šapić, Vladimir Vujasinović, Branko Peković, Slobodan Soro.
- Europei - Zagabria 2010 -  Bronzo:

Slobodan Soro, Marko Avramomić, Živko Gocić, Vanja Udovičić, Boris Vapenski, Duško Pijetlović, Slobodan Nikić, Milan Aleksić, Nikola Rađen, Filip Filipović, Andrija Prlainović, Stefan Mitrović, Gojko Pijetlović.
- Europei - Eindhoven 2012 -  Oro:

Slobodan Soro, Aleksa Šaponjić, Živko Gocić, Vanja Udovičić, Miloš Ćuk, Duško Pijetlović, Slobodan Nikić, Milan Aleksić, Nikola Rađen, Filip Filipović, Andrija Prlainović, Stefan Mitrović, Branislav Mitrović. C.T.: Dejan Udovičić.
- Europei - Belgrado 2016 -  Oro:

Gojko Pijetlović, Dušan Mandić, Živko Gocić, Sava Ranđelović, Miloš Ćuk, Duško Pijetlović, Slobodan Nikić, Milan Aleksić, Nikola Jakšić, Filip Filipović, Andrija Prlainović, Stefan Mitrović, Branislav Mitrović. C.T.: Dejan Savić.
- Europei - Barcellona 2018 -  Oro:

Gojko Pijetlović, Dušan Mandić, Živko Gocić, Sava Ranđelović, Miloš Ćuk, Duško Pijetlović, Nemanja Vico, Milan Aleksić, Nikola Jakšić, Filip Filipović, Andrija Prlainović, Stefan Mitrović, Branislav Mitrović. C.T.: Dejan Savić.

### FINA World League
- World League - Berlino 2007 -  Oro:

Milan Aleksić, Aleksandar Ćirić, Filip Filipović, Živko Gocić, Stefan Mitrović, Slobodan Nikić, Duško Pijetlović, Gojko Pijetlović, Andrija Prlainović, Aleksandar Šapić, Dejan Savić, Slobodan Soro, Vanja Udovičić.
- World League - Niš 2010 -  Oro:

Slobodan Soro, Marko Avramomić, Živko Gocić, Vanja Udovičić, Boris Vapenski, Duško Pijetlović, Slobodan Nikić, Milan Aleksić, Nikola Rađen, Filip Filipović, Andrija Prlainović, Stefan Mitrović, Gojko Pijetlović.
- World League - Firenze 2011 -  Oro:

Milan Aleksić, Aleksandar Ćirić, Filip Filipović, Živko Gocić, Stefan Mitrović, Slobodan Nikić, Duško Pijetlović, Nikola Rađen, Andrija Prlainović, Aleksandar Šapić, Dejan Savić, Slobodan Soro, Vanja Udovičić.

## Rosa attuale
Convocati per gli Europei di Belgrado 2016.
| N° | Nome               | Ruolo | Data di nascita  | Squadra     |
| -- | ------------------ | ----- | ---------------- | ----------- |
|    | Sava Ranđelović    | D     | 17 luglio 1993   | AN Brescia  |
|    | Branislav Mitrović | P     | 30 gennaio 1985  | Eger        |
|    | Miloš Ćuk          | D     | 21 dicembre 1990 | Eger        |
|    | Slobodan Nikić     | CV    | 25 gennaio 1983  | Galatasaray |
|    | Gojko Pijetlović   | P     | 7 agosto 1983    | Oradea      |
|    | Nikola Jakšić      | D     | 17 gennaio 1997  | Partizan    |
|    | Filip Filipović    | A     | 2 maggio 1987    | Pro Recco   |
|    | Dušan Mandić       | A     | 16 giugno 1994   | Pro Recco   |
|    | Duško Pijetlović   | CB    | 25 aprile 1985   | Pro Recco   |
|    | Andrija Prlainović | A     | 28 aprile 1987   | Pro Recco   |
|    | Milan Aleksić      | D     | 13 maggio 1986   | Szolnok     |
|    | Živko Gocić        | CV    | 22 agosto 1982   | Szolnok     |
|    | Stefan Mitrović    | A     | 29 marzo 1988    | Szolnok     |

## Record individuali

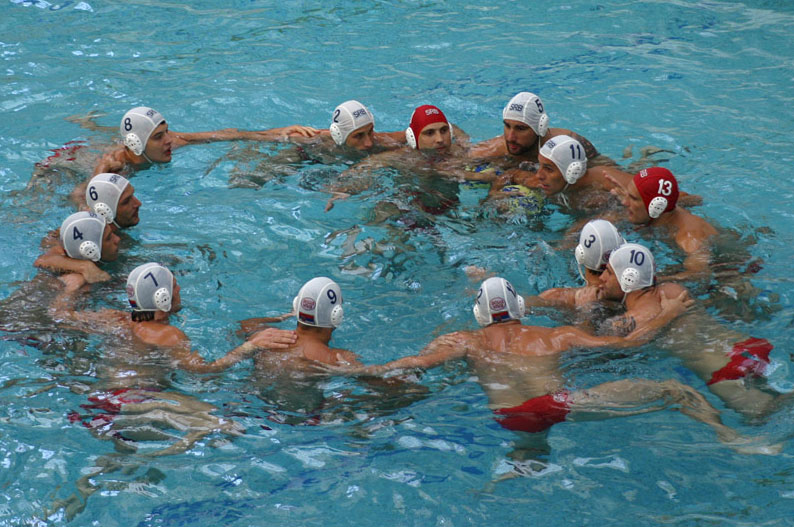
Giocatori serbi nel 2008

### Numero di presenze
|    | Giocatore            | Periodo   | Presenze | Reti |
| -- | -------------------- | --------- | -------- | ---- |
| 1  | Dejan Savić          | 1994–2008 | 444      | 405  |
| 2  | Aleksandar Šapić     | 1997–2008 | 385      | 981  |
| 3  | Igor Milanović       | 1984–1996 | 349      | 540  |
| 4  | Aleksandar Ćirić     | 1997–2008 | 346      | 201  |
| 5  | Vladimir Vujasinović | 1990–2008 | 341      | 391  |
| 6  | Živko Gocić          | 2003–     | 332      | 193  |
| 7  | Slobodan Nikić       | 2003–     | 330      | 318  |
| 8  | Petar Trbojević      | 1997–2006 | 306      | 231  |
| 9  | Danilo Ikodinović    | 1997–2008 | 304      | 299  |
| 10 | Filip Filipović      | 2003-     | 271      | 441  |